# Upper Arlington
Pour les articles homonymes, voir Arlington.
Upper Arlington est une ville du comté de Franklin, dans l’État de l'Ohio. Lors du recensement de 2010, sa population s’élevait à 33 771 habitants. Sa superficie totale est de 25,56 km2.

## Source
- (en) Cet article est partiellement ou en totalité issu de l’article de Wikipédia en anglais intitulé « Upper Arlington, Ohio » (voir la liste des auteurs).